# Курица по-охотничьи
Курица по-охотничьи (фр. poulet chasseur, poulet à la chasseur и poulet sauté chasseur) — французское блюдо из курятины. Основными ингредиентами курицы по-охотничьи являются обжаренная курица и уваренный охотничий соус (фр. sauce chasseur), приготовленный с использованием помидоров, грибов, лука, белого вина, бренди и эстрагона.
Такое название носят и несколько других блюд со всего мира; тем не менее, каждая версия очень отличается, и у них мало общего, кроме использования курицы.

## Этимология
Chasseur означает «охотник» на французском языке, что также относится к соусу шассёр. Курица по-охотничьи имеет то же буквальное название, что и курица каччиаторе в Италии (cacciatore означает «охотник» на итальянском языке).

## Приготовление
Французская «курица охотника» готовится из жареной курицы, приготовленной до хрустящей корочки, и соуса из помидоров, грибов, лука, белого вина, бренди и эстрагона. Перед обжариванием курицу можно обвалять в муке. В качестве томатной составляющей подходят нарезанные кубиками помидоры, консервированные измельчённые помидоры и консервированная томатная паста. Дополнительные ингредиенты в курице по-охотничьи могут включать лук-шалот, оливковое масло, куриный бульон и вермут, а помимо эстрагона дополнительные специи и приправы — это майоран, тимьян, лавровый лист, соль и перец. Соус для курицы обычно готовят и сгущают в процессе выпаривания. Блюдо можно украсить такими ингредиентами, как петрушка и гренки (крутоны). Охотничья курица может стать более ароматной после того, как её оставят, а затем разогреют, что позволит вкусам ингредиентов ещё больше смешаться.